# Монастырь Святых Апостолов (Муш)
Монастырь Святых Апостолов (арм. Սուրբ Առաքելոց վանք) — один из трёх монастырей (наряду с Ахберкванком и Матнаванком) Армянской апостольской церкви в 5 км от города Муша, в ущелье реги Меграгет, окружённом с трёх сторон горами Армянского Тавра, чуть выше густых лесов и гор Сасуна.

## История
Монастырь Сурб Аракелоц был основан в VI—X веках в исторической провинции Тарон близ города Муш, ныне на территории Турции. Этот храм, как и сотни других армянских обителей Западной Армении был разрушен во время Геноцида армян 1914—1916 годов.
Монастырь имел обширные поместья и свои доходы. В 1872 году Гарегин Срвандзтянц основал при церкви вечернюю школу, в которой в 1886—1888 годах учился известный фидаин Геворг Чауш. Около церкви сохранилось кладбище с хачкарами. Согласно преданию, там были погребены Мовсес Хоренаци, Казар Парпеци, философ Давид Анахт и другие, в честь которых церковь Аракелоц называлась также — церковь Святых Переводчиков. В 1915 году монастырь был разграблен и опустошен.
В ноябре 1901 года, отряд Андраника Озаняна и Геворга Чауша, занял оборону в Сурб Аракелоце и провёл боевую операцию по его защите от многочисленного турецкого войска, известную как «Битва за монастырь Святых Апостолов». В течение 25 дней армянский отряд бойцов национально-свободительного движения успешно отбивал атаки на монастырь. Османские войска осадившие монастырь потеряли убитыми более 1000 солдат, однако Андраник сумел вывести своих соратников из монастыря потеряв только троих человек. Предводителем монастыря Святых Апостолов в это время был Архимандрит Оганес Мурадян.
В монастыре якобы хранились предметы мучений и пыток Иисуса Христа — гвозди, которыми был Он пригвождён.

## Галерея

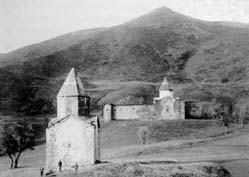
1900 год
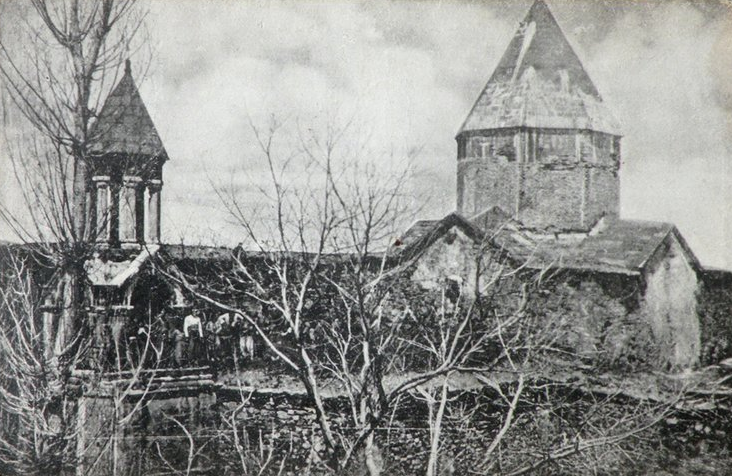
1900 год
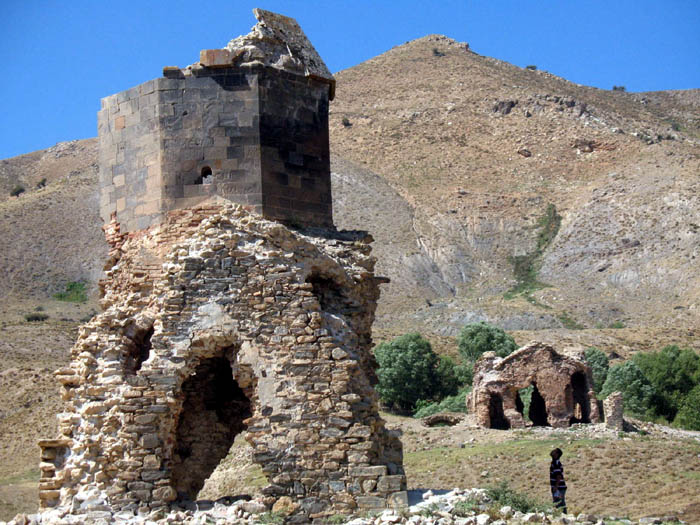
2010 год